# Jens Orback

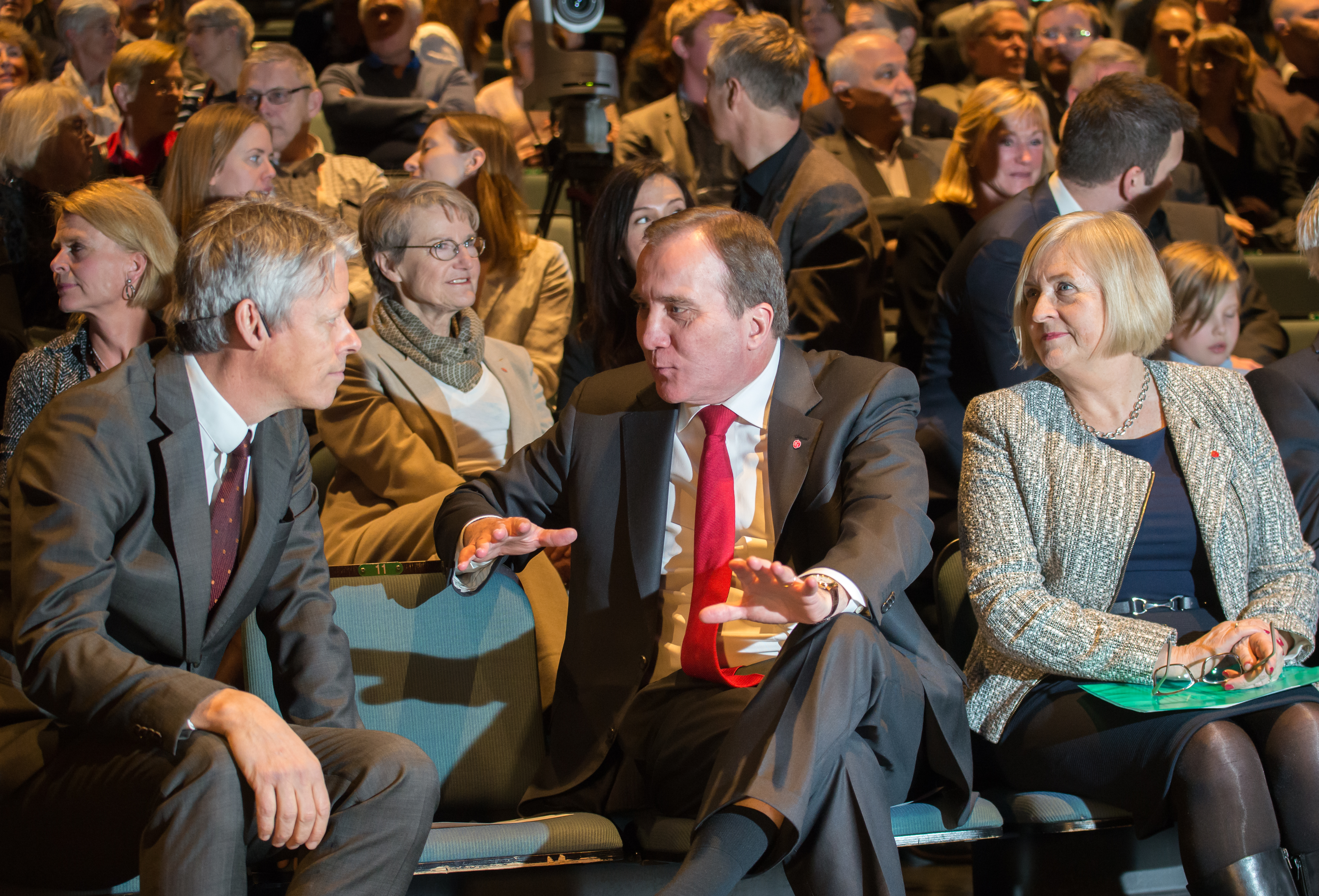
Jens Orback i samtal med statsminister Stefan Löfven inför minnesstunden på 30-årsdagen av mordet på Olof Palme. Ulla Löfven lyssnar.

Jens Olov Heinrich Orback, född 21 april 1959 i Oscars församling i Stockholm, är en svensk socialdemokratisk politiker och journalist. Under 1990-talet ledde han Sveriges Televisions samhällsmagasin Striptease. Han blev minister i regeringen Persson den 21 oktober 2004 och var fram till den 6 oktober 2006 statsråd i Justitiedepartementet, med ansvar inom demokrati-, storstads-, integrations- och jämställdhetsfrågor.  Från 2008 till 2016 arbetade Orback som generalsekreterare för Palmecentret. Sedan 2019 är han VD för Global Challenges Foundation och 2020–2022 var han även ordförande för Rädda Barnen i Sverige. 

## Biografi
Jens Orback är född och uppvuxen på Östermalm i Stockholm och flyttade till Södermalm i slutet av 1970-talet. Han gjorde sin värnplikt på Lv3 i Norrtälje och var kapten i reserven. Åren 1980–1981 studerade han internationella relationer och engelska i USA. Mellan 1981 och 1985 utbildade han sig till civilekonom på Stockholms universitet, med inriktning mot nationalekonomi. Därefter fick han tjänst på finansdepartementet som departementssekreterare under Kjell-Olof Feldt på internationella avdelningen. Han engagerade sig tidigt inom SSU (Socialdemokratiska Ungdomsförbundet) och blev 1986 ordförande i SSU Stockholms innerstadskrets.
I början av 1990-talet startade han en ny karriär som journalist, bland annat som reporter på riksradions samhällsmagasin Kanalen, innan han 1991 blev programledare för aktualitetsmagasinet Striptease på SVT. Han har också varit programledare för Inte bara Orback och Föräldratid. 
Orback har varit ledamot i AIK:s huvudstyrelse, och var 2002 med och arbetade fram "AIK-stilen" som en åtgärd med anledning av inträffade övergrepp vid klubbens fotbollsläger.

### Politisk karriär
Vid sidan om arbetet som journalist arbetade han med jämställdhetsfrågor i regeringens Pappadelegation 1993–1994 och i regeringens Jämställdhetsdelegation 1995–1996. Han var bland annat med och föreslog en kvotering av föräldraförsäkringen. År 2002 blev han ordförande för den dåvarande stadsdelsnämnden Maria-Gamla stan i Stockholm. Den 21 oktober 2004 utnämndes han till statsråd vid justitiedepartementet med ansvar inom demokrati-, storstads-, integrations- och jämställdhetsfrågor. Bland annat genomförde han ett skall-krav i socialtjänstlagen som tvingar kommuner att ge stöd och skydd till våldsutsatta kvinnor. 
I en radiointervju med Ekot den 14 november 2004 gjorde Orback ett kontroversiellt uttalande, då han förklarade att han inte var någon familjefundamentalist med orden "Jag hade också en härlig syster till min mormor i Kanada som levde med en häst. Jag tyckte att det var underbart. Låt människor leva med vem de vill, hur som helst. Jag har inga synpunkter". Uttalandet fick hård kritik av dem som tolkade det som att Orback likställde homosexualitet med tidelag. Orback bad om ursäkt vilket han senare sade sig ångra. 

### Efter politiken
Efter avgången som minister den 6 oktober 2006 skrev Orback en bok, Medan segern firades, om andra världskriget och om händelser hans tyskfödda mor upplevt under kriget och när Röda Armén kom. Han har även figurerat som kolumnist med politiska artiklar i dagspressen. Från 2008 till 2016 var han generalsekreterare för Palmecentret som är arbetarrörelsens internationella organ och har verksamhet i över 60 länder med inriktning på demokrati, mänskliga rättigheter och fred. Både som minister och som ordförande i Manscentrum sedan 2008 har Orback engagerat sig för en behandling av män som har svårt att hantera konflikter utan våld. Inom ramen för den verksamheten var han 2019 med och startade telefonlinjen "Välj att sluta". 
År 2019 blev han ny VD för stiftelsen Global Challenges Foundation. Stiftelsen som grundades av finansanalytikern och författaren László Szombatfalvy, med bland annat Johan Rockström i styrelsen, arbetar för en bättre global beslutsarkitektur för de globala katastrofala riskerna såsom klimat, miljö och massförstörelsevapen. 2020–2022 var Orback ordförande för den svenska delen av Rädda Barnen, en organisation som arbetar för alla barns rätt till en trygg uppväxt.